# ミラン・ロディッチ
ミラン・ロディッチ（Milan Rodić、1991年4月2日 - ）は、ユーゴスラビア社会主義連邦共和国（現ボスニア・ヘルツェゴビナ）・ドルヴァル出身のサッカー選手。ポジションはディフェンダー。

## 経歴

### クラブ
2009年4月、OFKベオグラードでプロデビュー。
2013年1月31日、ゼニト・サンクトペテルブルクに移籍。
2015年8月、クリリヤ・ソヴェトフ・サマーラに移籍。
2017年7月21日、レッドスター・ベオグラードに移籍金25万ユーロ・3年契約で移籍。

### 代表
2018年5月、0キャップながら2018 FIFAワールドカップ参加メンバーに選ばれた。6月4日、チリ代表との親善試合で途中出場し初キャップ。

## 所属クラブ
- OFKベオグラード 2009-2013
- FCゼニト・サンクトペテルブルク 2013-2015

→ FCヴォルガ・ニジニ・ノヴゴロド 2013-2014 (loan)
→ FCゼニト2・サンクトペテルブルク 2015
- クリリヤ・ソヴェトフ・サマーラ 2015-2017
- レッドスター・ベオグラード 2017-

## 代表歴

### 出場大会
- セルビア代表
  - 2018 FIFAワールドカップ

### 試合数
- 国際Aマッチ 7試合 0得点（2018年-2019年）[4]

| セルビア代表 | 国際Aマッチ | 国際Aマッチ |
| 年           | 出場        | 得点        |
| ------------ | ----------- | ----------- |
| 2018         | 5           | 0           |
| 2019         | 2           | 0           |
| 通算         | 7           | 0           |

## タイトル

### クラブ
ゼニト
- ロシアサッカー・プレミアリーグ: 2014–15

レッドスター・ベオグラード
- セルビア・スーペルリーガ: 2017–18